# 菲乌米切洛
菲乌米切洛（義大利語：Fiumicello），是意大利弗留利-威尼斯朱利亚大区乌迪内省菲乌米切洛-维琴蒂纳镇市镇的一个分区。总面积22平方公里，人口5002人，人口密度227.4人/平方公里（2009年）。ISTAT代码为030038。
原为单独的市镇，2018年2月1日与维琴蒂纳镇合并为新的市镇菲乌米切洛-维琴蒂纳镇。